# ناونیت نیشان
ناونیت نیشان (به انگلیسی: Navneet Nishan) (زاده ۲۵ اکتبر ۱۹۶۵) بازیگر هندی است.
از فیلم‌هایی که وی در آن نقش داشته‌است می‌توان به بوفالوی هیجان‌زده ماترو اشاره کرد.

## فیلم‌شناسی
فهرست برخی از فیلم‌هایی که ناونیت نیشان در آنها به ایفای نقش پرداخته‌است:
- نفرت
- بوفالوی هیجان‌زده ماترو
- تقریباً مجرد
- حکومت ظلم
- دید
- ۲۰۰۱
- همیشه گاهی گاهی
- بدون تو
- عشق بازی نیست
- وای! تو دیگه کی هستی
- قبلاً شما را جایی دیده‌ام